# The Dark Knight Coaster
The Dark Knight Coaster is de naam van de overdekte wildemuis-achtbanen in Six Flags Great Adventure, Six Flags Great America en in Six Flags Mexico, telkens gebouwd door MACK Rides.

## Parken
Six Flags wilde de achtbaan niet alleen in Six Flags Great Adventure (geopend 15 mei 2008) en in Six Flags Great America (21 mei 2008) laten bouwen, maar ook in Six Flags New England. De bouwplannen zijn in Six Flags New England niet doorgegaan in verband met vergunningsproblemen, waarna de baan overgeplaatst werd naar het zusterpark Six Flags Mexico. En daar opende de achtbaan op 19 maart 2009.

## De rit
De achtbaan is gethematiseerd naar de gelijknamige film The Dark Knight. De bezoekers komen binnen in de attractie die gethematiseerd is als Gotham City. Tijdens de rit worden een verteller, geluids- en videoeffecten gebruikt om de illusie te wekken dat de Joker de bezoekers achtervolgt.